# Snoopy, Come Home
Snoopy, Come Home és una pel·lícula animada estatunidenca estrenada el 19 de maig de 1972, produïda per Cinema Center Films i Lee Mendelson Films per a National General Pictures, dirigida per Bill Meléndez, basada en la popular historieta Peanuts creada per Charles M. Schulz.

## Sinopsi
Snoopy i la resta de la banda de Peanuts van a la platja. Allí Snoopy i Peppermint Patty es diverteixen molt, per la qual cosa decideixen tornar l'endemà. Mentrestant, Charlie Brown i els altres van a casa a jugar al Monopoly. Snoopy triga molt, per la qual cosa quan arriba, el seu amo el repta. L'endemà, Snoopy és expulsat de la platja a causa d'una nova regla ("No es permeten gossos en aquesta platja"). El gosset li dicta a Woodstock una queixa sobre aquest tema. Snoopy es baralla amb Linus Van Pelt per la manta del noi i, més tard, fa boxa amb Lucy Van Pelt.
Snoopy rep una carta d'una nena dita Lila, que ha estat a l'hospital durant tres setmanas (per raons desconegudes) i necessita la companyia de Snoopy. Després de rebre la carta, immediatament se'n va amb Woodstock a veure-la, deixant Charlie atònit per la seva anada sobtada i per no saber qui és Lila. Però quan Linus decideix investigar sobre aquest tema (Charlie Brown: "El que em faltava, un Sherlock Holmes de biberó!"), descobreix, per a horror del seu amic, que Lila va ser la propietària anterior de Snoopy (Linus: "Et van vendre un gos usat, Charlie").
En el camí per a veure a Lila, Snoopy (juntament amb Woodstock) es troba amb un món on els gossos no poden entrar a cap lloc (l'autobús, el tren, la biblioteca, etc.) i també s'enfronta a Clara, una nena molesta que tanca a Snoopy i Woddstock a la seva casa i no pensa deixar-los anar.
Snoopy finalment arriba a l'hospital, però, allí tampoc es permeten ni gossos ni ocells, i se les ha d'enginyar per a escapolir-se, i finalment arribar a Lila, en un emotiu retrobament.
Al cap d'un temps, Lila li diu a Snoopy que ella va millorar molt gràcies a ell, però aquest ha de tornar a casa, i s'adona a temps que ha de prometre-li que tornarà. A casa ha de "resoldre els seus assumptes" i dir adéu.
Snoopy escriu una carta i l'ensenya a la banda, i els deixa els seus béns. Els nens li organitzen al Beagle un comiat emotiu. Ara que Snoopy ha marxat per sempre, Charlie Brown és incapaç de dormir. I li diu a Linus que ha portat menjar a la gossera, sense adonar-se que estava buida.
Quan Snoopy arriba a l'apartament de Lila l'endemà, descobreix que allí tampoc es permeten gossos. Quan ella apareix, li mostra que té un gat, i allí és quan li mostra que no hi pot viure. Ara, alliberat de la seva obligació, torna amb Charlie i els altres.
Snoopy, en tornar, li fa escriure a Emily una nova carta, reclamant les seves pertinences. Lucy, enutjada, marxa amb els altres dient: "És el teu gos Charlie, nosaltres ens rentem les mans!".

## La propietària de Snoopy, Lila
Lila és un personatge menor a Peanuts. Va ser la propietària original de Snoopy, abans de la seva vida de Charlie Brown i els altres.
Lila es va esmentar per primera vegada en la tira en la dècada de 1960. Es va revelar que ella va comprar Snoopy a la Daisy Hill Puppy Farm, però es va veure obligada a retornar-lo quan es va mudar a un edifici on no es permetien gossos. La primera aparició concreta de Lila va ser en aquesta pel·lícula.

## Repartiment
- Chad Webber - Charlie Brown
- Bill Melendez - Snoopy i Woodstock
- Robin Kohn -Lucy van Pelt
- Stephen Shea - Linus van Pelt
- David Carey - Schroeder
- Hilary Momberger - Sally Brown
- Johanna Baer - Lila
- Linda Ercoli - Clara (parlant/cantant)
- Lynda Mendelson - Frieda
- Chris De Faria - Peppermint Patty

## Cançons
Snoopy, Come Home va ser l'únic projecte animat de Peanuts produït durant la vida de Vince Guaraldi (1928–1976) La banda sonora fou editada per Columbia Masterworks, però actualment és descatalogada.
1. "Snoopy, Come Home"
2. "Lila's Theme" (Do You Remember Me?) – Shelby Flint
3. "At the Beach" – Orquestra i cors
4. "No Dogs Allowed!" – Thurl Ravenscroft
5. "The Best of Buddies" – Don Ralke i Ray Pohlman
6. "Fundamental-Friend-Dependability" – Clara (Linda Ercoli)
7. "Woodstock's Samba" – Woodstock i Orquestra
8. "Charlie Brown's Caliope (sic)" – Orquestra
9. "Gettin' It Together" – Don Ralke i Ray Pohlman
10. "It Changes" – Guy Pohlman
11. "The Best of Buddies" (Reprise) – Don Ralke, Ray Pohlman, i cor
12. "Snoopy, Come Home" (Reprise, Finale) – Orquestra i cor

## Recepció
La pel·lícula fou televisada per primer cop el 5 de novembre de 1976 en una sessió especial de la CBS. Quant al cinema. va recaptar $245,073 en taquilla, contra un pressupost de $1,000,000. Al portal de cinema Rotten Tomatoes havia rebut una puntació de 7.8/10. The New York Times  va dir: "Aquest tractament brillant, intel·ligent i hilarant, tot el que una historieta podria estar a la pantalla, és encara millor que A Boy Named Charlie Brown, amb que va començar la sèrie."

## Premis
Medalles del Cercle d'Escriptors Cinematogràfics
| Categoria                  | Premiat           | Resultat   |
| -------------------------- | ----------------- | ---------- |
| Millor pel·lícula infantil | Snoopy, Come Home | Guanyadora |